# Giải bóng đá Cúp Quốc gia 2021
Giải bóng đá Cúp Quốc gia 2021, tên gọi chính thức là Giải bóng đá Cúp Quốc gia Bamboo Airways 2021 (tiếng Anh: Bamboo Airways National Cup 2021) vì lý do tài trợ, là mùa giải thứ 29 của Giải bóng đá Cúp Quốc gia do Công ty Cổ phần Bóng đá chuyên nghiệp Việt Nam (VPF) tổ chức. Giải đấu diễn ra từ ngày 23 tháng 4 đến tháng 9 năm 2021 với sự góp mặt của 14 câu lạc bộ thuộc giải V.League 1 và 13 câu lạc bộ thuộc giải V.League 2 cùng tranh tài. Đây là năm thứ ba liên tiếp hãng hàng không Bamboo Airways trở thành nhà tài trợ chính cho giải đấu. Câu lạc bộ vô địch giải đấu sẽ đại diện cho Việt Nam tham dự Cúp AFC 2022 và thi đấu trận Siêu cúp bóng đá Việt Nam 2021.
Ngày 24 tháng 8 năm 2021, VFF và VPF đã họp trực tuyến các đại diện của các đội bóng và đi đến quyết định huỷ toàn bộ các giải bóng đá chuyên nghiệp trong năm 2021, trong đó có Cúp Quốc gia.

## Phân loại giải đấu
| Vòng đấu  | Số đội bóng vào thẳng                                                                                   | Số đội bóng từ vòng trước |
| --------- | --- | ------------------------- |
| Vòng loại | 22 đội từ V.League 1 và V.League 2                                                                      | —                         |
| Vòng 1/8  | 4 đội lọt vào bán kết mùa giải trước 1 đội "may mắn" (được bốc thăm vào vị trí không phải đá vòng loại) | 11 thắng vòng loại        |
| Tứ kết    | — | 8 đội thắng vòng 1/8      |
| Bán kết   | — | 4 đội thắng vòng tứ kết   |
| Chung kết | — | 2 đội thắng vòng bán kết  |

## Bốc thăm
Lễ bốc thăm xếp lịch thi đấu Cúp Quốc gia 2021 diễn ra bằng hình thức trực tuyến vào ngày 2 tháng 2 năm 2021.

### Thứ tự bốc thăm
- Lượt 1: Bốn câu lạc bộ Hà Nội, Viettel, Thành phố Hồ Chí Minh, Than Quảng Ninh đạt thứ hạng cao tại Cúp Quốc gia 2020 được ưu tiên không phải thi đấu vòng loại và được bốc thăm ngẫu nhiên vào bốn mã số 1, 8, 15 và 22.
- Lượt 2: Câu lạc bộ Topenland Bình Định được bốc thăm ngẫu nhiên vào một trong 10 mã số 2, 4, 6, 9, 11, 13, 16, 18, 20, 23, 26 để thi đấu trên sân nhà Quy Nhơn tại vòng loại.
- Lượt 3: 20 câu lạc bộ được bốc thăm ngẫu nhiên vào các mã số còn lại.

### Mã số thi đấu các đội
| Mã số | Đội                   |
| ----- | --------------------- |
| 01    | Than Quảng Ninh       |
| 02    | Topenland Bình Định   |
| 03    | Long An               |
| 04    | Phù Đổng              |
| 05    | Huế                   |
| 06    | Cần Thơ               |
| 07    | Becamex Bình Dương    |
| 08    | Thành phố Hồ Chí Minh |
| 09    | Hồng Lĩnh Hà Tĩnh     |

| Mã số | Đội               |
| ----- | ----------------- |
| 10    | Công an Nhân dân  |
| 11    | Quảng Nam         |
| 12    | Sài Gòn           |
| 13    | Đắk Lắk           |
| 14    | Đông Á Thanh Hóa  |
| 15    | Viettel           |
| 16    | Hải Phòng         |
| 17    | Bình Phước        |
| 18    | Hoàng Anh Gia Lai |

| Mã số | Đội               |
| ----- | ----------------- |
| 19    | An Giang          |
| 20    | SHB Đà Nẵng       |
| 21    | Bà Rịa – Vũng Tàu |
| 22    | Hà Nội            |
| 23    | Phố Hiến          |
| 24    | Sông Lam Nghệ An  |
| 25    | Nam Định          |
| 26    | Khánh Hòa         |
| 27    | Phú Thọ           |

Những đội in đậm được đặc cách vào vòng 1/8.

## Lễ khai mạc
Lễ khai mạc chính thức của giải đã diễn ra vào ngày 24 tháng 4 năm 2021 trên sân vận động Quy Nhơn, thành phố Quy Nhơn, tỉnh Bình Định, với trận đấu diễn ra lúc 17:00 giữa Topenland Bình Định và Long An.

## Sơ đồ thi đấu
|  | Vòng loại                                    | Vòng loại   |                            |  | Vòng 1/8 | Vòng 1/8 |  |  | Tứ kết | Tứ kết |  |  | Bán kết | Bán kết |  |  | Chung kết | Chung kết |
|  |                                              |             |                            |  |          |          |  |  |        |        |  |  |         |         |  |  |           |           |
|  |                                              |             |                            |  |          |          |  |  |        |        |  |  |         |         |  |  |           |           |
|  |                                              |             |                            |  |          |          |  |  |        |        |  |  |         |         |  |  |           |           |
|  |                                              |             |                            |  |          |          |  |  |        |        |  |  |         |         |  |  |           |           |
|  | 17 tháng 1 năm 2022-Hủy bỏ                   |             |                            |  |          |          |  |  |        |        |  |  |         |         |  |  |           |           |
|  |                                              |             |                            |  |          |          |  |  |        |        |  |  |         |         |  |  |           |           |
|  | Than Quảng Ninh                              |             |                            |  |          |          |  |  |        |        |  |  |         |         |  |  |           |           |
|  | 24 tháng 4 năm 2021 (trận khai mạc)-Quy Nhơn |             |                            |  |          |          |  |  |        |        |  |  |         |         |  |  |           |           |
|  |                                              |             | Long An                    |  |          |          |  |  |        |        |  |  |         |         |  |  |           |           |
|  | Topenland Bình Định                          | 1           |                            |  |          |          |  |  |        |        |  |  |         |         |  |  |           |           |
|  | Topenland Bình Định                          | 1           | 8 tháng 2 năm 2022-Hủy bỏ  |  |          |          |  |  |        |        |  |  |         |         |  |  |           |           |
|  | Long An                                      | 2           |                            |  |          |          |  |  |        |        |  |  |         |         |  |  |           |           |
|  | Long An                                      | 2           |                            |  |          |          |  |  |        |        |  |  |         |         |  |  |           |           |
|  | 25 tháng 4 năm 2021-Thanh Trì                |             |                            |  |          |          |  |  |        |        |  |  |         |         |  |  |           |           |
|  |                                              |             |                            |  |          |          |  |  |        |        |  |  |         |         |  |  |           |           |
|  | Phù Đổng                                     | 1           |                            |  |          |          |  |  |        |        |  |  |         |         |  |  |           |           |
|  | Phù Đổng                                     | 1           | 17 tháng 1 năm 2022-Hủy bỏ |  |          |          |  |  |        |        |  |  |         |         |  |  |           |           |
|  | Huế                                          | 0           |                            |  |          |          |  |  |        |        |  |  |         |         |  |  |           |           |
|  | Huế                                          | 0           | Phù Đổng                   |  |          |          |  |  |        |        |  |  |         |         |  |  |           |           |
|  | 23 tháng 4 năm 2021-Cần Thơ                  |             |                            |  |          |          |  |  |        |        |  |  |         |         |  |  |           |           |
|  |                                              | Cần Thơ     |                            |  |          |          |  |  |        |        |  |  |         |         |  |  |           |           |
|  | Cần Thơ                                      | 1 (4)       |                            |  |          |          |  |  |        |        |  |  |         |         |  |  |           |           |
|  | Cần Thơ                                      | 1 (4)       | 15 tháng 3 năm 2022-Hủy bỏ |  |          |          |  |  |        |        |  |  |         |         |  |  |           |           |
|  | Becamex Bình Dương                           | 1 (2)       |                            |  |          |          |  |  |        |        |  |  |         |         |  |  |           |           |
|  | Becamex Bình Dương                           | 1 (2)       |                            |  |          |          |  |  |        |        |  |  |         |         |  |  |           |           |
|  |                                              |             |                            |  |          |          |  |  |        |        |  |  |         |         |  |  |           |           |
|  |                                              |             |                            |  |          |          |  |  |        |        |  |  |         |         |  |  |           |           |
|  |                                              |             |                            |  |          |          |  |  |        |        |  |  |         |         |  |  |           |           |
|  | 17 tháng 1 năm 2022-Hủy bỏ                   |             |                            |  |          |          |  |  |        |        |  |  |         |         |  |  |           |           |
|  |                                              |             |                            |  |          |          |  |  |        |        |  |  |         |         |  |  |           |           |
|  | Thành phố Hồ Chí Minh                        |             |                            |  |          |          |  |  |        |        |  |  |         |         |  |  |           |           |
|  | 23 tháng 4 năm 2021-Hà Tĩnh                  |             |                            |  |          |          |  |  |        |        |  |  |         |         |  |  |           |           |
|  |                                              |             | Hồng Lĩnh Hà Tĩnh          |  |          |          |  |  |        |        |  |  |         |         |  |  |           |           |
|  | Hồng Lĩnh Hà Tĩnh                            | 4           |                            |  |          |          |  |  |        |        |  |  |         |         |  |  |           |           |
|  | Hồng Lĩnh Hà Tĩnh                            | 4           | 8 tháng 2 năm 2022-Hủy bỏ  |  |          |          |  |  |        |        |  |  |         |         |  |  |           |           |
|  | Công an Nhân dân                             | 2           |                            |  |          |          |  |  |        |        |  |  |         |         |  |  |           |           |
|  | Công an Nhân dân                             | 2           |                            |  |          |          |  |  |        |        |  |  |         |         |  |  |           |           |
|  | 24 tháng 4 năm 2021-Tam Kỳ                   |             |                            |  |          |          |  |  |        |        |  |  |         |         |  |  |           |           |
|  |                                              |             |                            |  |          |          |  |  |        |        |  |  |         |         |  |  |           |           |
|  | Quảng Nam                                    | 3           |                            |  |          |          |  |  |        |        |  |  |         |         |  |  |           |           |
|  | Quảng Nam                                    | 3           | 17 tháng 1 năm 2022-Hủy bỏ |  |          |          |  |  |        |        |  |  |         |         |  |  |           |           |
|  | Sài Gòn                                      | 2           |                            |  |          |          |  |  |        |        |  |  |         |         |  |  |           |           |
|  | Sài Gòn                                      | 2           | Quảng Nam                  |  |          |          |  |  |        |        |  |  |         |         |  |  |           |           |
|  | 24 tháng 4 năm 2021-Buôn Ma Thuột            |             |                            |  |          |          |  |  |        |        |  |  |         |         |  |  |           |           |
|  |                                              | Đắk Lắk     |                            |  |          |          |  |  |        |        |  |  |         |         |  |  |           |           |
|  | Đắk Lắk                                      | 3           |                            |  |          |          |  |  |        |        |  |  |         |         |  |  |           |           |
|  | Đắk Lắk                                      | 3           | 18 tháng 3 năm 2022-Hủy bỏ |  |          |          |  |  |        |        |  |  |         |         |  |  |           |           |
|  | Đông Á Thanh Hóa                             | 0           |                            |  |          |          |  |  |        |        |  |  |         |         |  |  |           |           |
|  | Đông Á Thanh Hóa                             | 0           |                            |  |          |          |  |  |        |        |  |  |         |         |  |  |           |           |
|  |                                              |             |                            |  |          |          |  |  |        |        |  |  |         |         |  |  |           |           |
|  |                                              |             |                            |  |          |          |  |  |        |        |  |  |         |         |  |  |           |           |
|  |                                              |             |                            |  |          |          |  |  |        |        |  |  |         |         |  |  |           |           |
|  | 17 tháng 1 năm 2022-Hủy bỏ                   |             |                            |  |          |          |  |  |        |        |  |  |         |         |  |  |           |           |
|  |                                              |             |                            |  |          |          |  |  |        |        |  |  |         |         |  |  |           |           |
|  | Viettel                                      |             |                            |  |          |          |  |  |        |        |  |  |         |         |  |  |           |           |
|  | 24 tháng 4 năm 2021-Lạch Tray                |             |                            |  |          |          |  |  |        |        |  |  |         |         |  |  |           |           |
|  |                                              |             | Hải Phòng                  |  |          |          |  |  |        |        |  |  |         |         |  |  |           |           |
|  | Hải Phòng                                    | 0 (4)       |                            |  |          |          |  |  |        |        |  |  |         |         |  |  |           |           |
|  | Hải Phòng                                    | 0 (4)       | 8 tháng 2 năm 2022-Hủy bỏ  |  |          |          |  |  |        |        |  |  |         |         |  |  |           |           |
|  | Bình Phước                                   | 0 (3)       |                            |  |          |          |  |  |        |        |  |  |         |         |  |  |           |           |
|  | Bình Phước                                   | 0 (3)       |                            |  |          |          |  |  |        |        |  |  |         |         |  |  |           |           |
|  | 23 tháng 4 năm 2021-Pleiku                   |             |                            |  |          |          |  |  |        |        |  |  |         |         |  |  |           |           |
|  |                                              |             |                            |  |          |          |  |  |        |        |  |  |         |         |  |  |           |           |
|  | Hoàng Anh Gia Lai                            | 2           |                            |  |          |          |  |  |        |        |  |  |         |         |  |  |           |           |
|  | Hoàng Anh Gia Lai                            | 2           | 17 tháng 1 năm 2022-Hủy bỏ |  |          |          |  |  |        |        |  |  |         |         |  |  |           |           |
|  | An Giang                                     | 1           |                            |  |          |          |  |  |        |        |  |  |         |         |  |  |           |           |
|  | An Giang                                     | 1           | Hoàng Anh Gia Lai          |  |          |          |  |  |        |        |  |  |         |         |  |  |           |           |
|  | 23 tháng 4 năm 2021-Hòa Xuân                 |             |                            |  |          |          |  |  |        |        |  |  |         |         |  |  |           |           |
|  |                                              | SHB Đà Nẵng |                            |  |          |          |  |  |        |        |  |  |         |         |  |  |           |           |
|  | SHB Đà Nẵng                                  | 1           |                            |  |          |          |  |  |        |        |  |  |         |         |  |  |           |           |
|  | SHB Đà Nẵng                                  | 1           | 15 tháng 3 năm 2022-Hủy bỏ |  |          |          |  |  |        |        |  |  |         |         |  |  |           |           |
|  | Bà Rịa – Vũng Tàu                            | 0           |                            |  |          |          |  |  |        |        |  |  |         |         |  |  |           |           |
|  | Bà Rịa – Vũng Tàu                            | 0           |                            |  |          |          |  |  |        |        |  |  |         |         |  |  |           |           |
|  |                                              |             |                            |  |          |          |  |  |        |        |  |  |         |         |  |  |           |           |
|  |                                              |             |                            |  |          |          |  |  |        |        |  |  |         |         |  |  |           |           |
|  |                                              |             |                            |  |          |          |  |  |        |        |  |  |         |         |  |  |           |           |
|  | 17 tháng 1 năm 2022-Hủy bỏ                   |             |                            |  |          |          |  |  |        |        |  |  |         |         |  |  |           |           |
|  |                                              |             |                            |  |          |          |  |  |        |        |  |  |         |         |  |  |           |           |
|  | Hà Nội                                       |             |                            |  |          |          |  |  |        |        |  |  |         |         |  |  |           |           |
|  | 23 tháng 4 năm 2021-TTĐT trẻ PVF             |             |                            |  |          |          |  |  |        |        |  |  |         |         |  |  |           |           |
|  |                                              |             | Phố Hiến                   |  |          |          |  |  |        |        |  |  |         |         |  |  |           |           |
|  | Phố Hiến                                     | 1           |                            |  |          |          |  |  |        |        |  |  |         |         |  |  |           |           |
|  | Phố Hiến                                     | 1           | 8 tháng 2 năm 2022-Hủy bỏ  |  |          |          |  |  |        |        |  |  |         |         |  |  |           |           |
|  | Sông Lam Nghệ An                             | 0           |                            |  |          |          |  |  |        |        |  |  |         |         |  |  |           |           |
|  | Sông Lam Nghệ An                             | 0           |                            |  |          |          |  |  |        |        |  |  |         |         |  |  |           |           |
|  |                                              |             |                            |  |          |          |  |  |        |        |  |  |         |         |  |  |           |           |
|  |                                              |             |                            |  |          |          |  |  |        |        |  |  |         |         |  |  |           |           |
|  |                                              |             |                            |  |          |          |  |  |        |        |  |  |         |         |  |  |           |           |
|  | 17 tháng 1 năm 2022-Hủy bỏ                   |             |                            |  |          |          |  |  |        |        |  |  |         |         |  |  |           |           |
|  |                                              |             |                            |  |          |          |  |  |        |        |  |  |         |         |  |  |           |           |
|  | Nam Định                                     |             |                            |  |          |          |  |  |        |        |  |  |         |         |  |  |           |           |
|  | 25 tháng 4 năm 2021-19 tháng 8               |             |                            |  |          |          |  |  |        |        |  |  |         |         |  |  |           |           |
|  |                                              |             | Khánh Hòa                  |  |          |          |  |  |        |        |  |  |         |         |  |  |           |           |
|  | Khánh Hòa                                    | 2           |                            |  |          |          |  |  |        |        |  |  |         |         |  |  |           |           |
|  | Khánh Hòa                                    | 2           |                            |  |          |          |  |  |        |        |  |  |         |         |  |  |           |           |
|  | Phú Thọ                                      | 0           |                            |  |          |          |  |  |        |        |  |  |         |         |  |  |           |           |
|  | Phú Thọ                                      | 0           |                            |  |          |          |  |  |        |        |  |  |         |         |  |  |           |           |

## Vòng loại
| Cần Thơ                                                                                                 | 1–1      | Becamex Bình Dương                                                    |
| --- | -------- | --------------------------------------------------------------------- |
| - Vũ Mạnh Duy 32' - Đặng Như Tứ 41' - Phan Quốc Việt 55' - Nguyễn Đăng Hậu 84' - Nguyễn Trung Hậu 90+3' | Chi tiết | - Nguyễn Thanh Thảo 46' 86' - Trương Dũ Đạt 78'                       |
| Loạt sút luân lưu                                                                                       |          |                                                                       |
| Nguyễn Thành Công · Phan Quốc Việt · Trần Thanh Tuấn · Đặng Như Tứ                                      | 4–2      | Nguyễn Tiến Linh · Nguyễn Trọng Huy · Tống Anh Tỷ · Nguyễn Thanh Long |

| Cần Thơ | Becamex Bình Dương |

| Hoàng Anh Gia Lai                                                              | 2–1      | An Giang                                                |
| ------------------------------------------------------------------------------ | -------- | ------------------------------------------------------- |
| - Dụng Quang Nho 44' - Vũ Văn Thanh 86' (ph.đ.) - Nguyễn Trung Đại Dương 90+1' | Chi tiết | - Âu Dương Quân 14' - Võ Văn Huy 37' - Tổng Văn Hợp 71' |

| Hoàng Anh Gia Lai | An Giang |

| SHB Đà Nẵng        | 1–0      | Bà Rịa – Vũng Tàu |
| ------------------ | -------- | ----------------- |
| - Hà Đức Chinh 62' | Chi tiết |                   |

| SHB Đà Nẵng | Bà Rịa Vũng Tàu |

| Hồng Lĩnh Hà Tĩnh                                                                                         | 4–2      | Công an Nhân dân                                                                       |
| --- | -------- | -------------------------------------------------------------------------------------- |
| - Đào Văn Nam 23' (ph.đ.) - Lê Văn Nam 30' - Nguyễn Văn Đạt 44' - Nguyễn Văn Đức 53' - Nguyễn Văn Huy 73' | Chi tiết | - Khổng Minh Gia Bảo 6' - Nguyễn Cảnh Anh 21' - Đinh Thanh Bình 64' - Lê Minh Bình 90' |

| Hồng Lĩnh Hà Tĩnh | Công An Nhân Dân |

| Phố Hiến                                                                                                | 1–0      | Sông Lam Nghệ An       |
| --- | -------- | ---------------------- |
| - Lâm Thuận 53' - Huỳnh Tiến Đạt 67' - Phan Bá Hoàng 70' - Nguyễn Khắc Khiêm 86' - Trương Thái Hiếu 90' | Chi tiết | - Nguyễn Xuân Bình 18' |

| Phố Hiến | Sông Lam Nghệ An |

| Đắk Lắk | 3–0      | Đông Á Thanh Hóa |
| --- | -------- | ---------------- |
| - Trần Ngọc Ánh 13' - Lê Thành Lâm 18' - Nguyễn Ngọc Toàn 38' - Đỗ Xuân Thi 41' (ph.đ.) - Lương Thanh Ngọc Lâm 58' | Chi tiết |                  |

| Đắk Lắk | Đông Á Thanh Hóa |

| Topenland Bình Định | 1–2      | Long An                                                    |
| ------------------- | -------- | ---------------------------------------------------------- |
| Đinh Tiến Thành 55' | Chi tiết | Cù Nguyễn Khánh 67' 67' · Phan Nhật Thanh Long 90+4' 90+4' |

| Topenland Bình Định | Long An |

| Quảng Nam                                                                                                | 3–2      | Sài Gòn                                                                      |
| --- | -------- | ---------------------------------------------------------------------------- |
| - Đinh Thanh Trung 30' - Huỳnh Tấn Sinh 34' - Nguyễn Hữu Sơn 77' - Hà Minh Tuấn 79' - Nguyễn Hữu Sơn 83' | Chi tiết | - Nguyễn Hoàng Quốc Chí 37' 75' - Võ Nguyên Hoàng 68' - Nguyễn Nam Anh 90+4' |

| Quảng Nam | Sài Gòn |

| Hải Phòng                                                  | 0–0      | Bình Phước                                                            |
| ---------------------------------------------------------- | -------- | --------------------------------------------------------------------- |
| - Adriano Schmidt 86' - Lê Trung Hiếu 90+1'                | Chi tiết | - Đậu Thanh Phong 53' - Nguyễn Tuấn Anh 53' - Nguyễn Đình Triệu 90+3' |
| Loạt sút luân lưu                                          |          |                                                                       |
| - Lâm Quí - Phú Nguyên - Mạnh Dũng - Trung Hiếu - Văn Hạnh | 4–3      | - Văn Sáu - Tuấn Anh - Văn Việt - Xuân Hướng - Thanh Phong            |

| Hải Phòng | Bình Phước |

| Phù Đổng                                                       | 1–0      | Huế                                          |
| -------------------------------------------------------------- | -------- | -------------------------------------------- |
| - Hồ Khắc Lương 45+1' - Mạch Ngọc Hà 63' - Nguyễn Hữu Tuấn 77' | Chi tiết | - Nguyễn Sĩ Chiến 53' - Lê Quốc Nhật Nam 56' |

| Phù Đổng | Huế |

| Khánh Hòa                                          | 2–0      | Phú Thọ |
| -------------------------------------------------- | -------- | --- |
| - Nguyễn Minh Khải 45' - Nguyễn Thành Nhân 59' 72' | Chi tiết | - Đoàn Văn Nam 2' - Nguyễn Thế Dương 44' - Nguyễn Thái Học 57' - Ngô Thành Tài 59' - Lê Hải Đức 85' - Đỗ Công Sang 87' |

| Khánh Hòa | Phú Thọ |

## Thống kê mùa giải

### Theo câu lạc bộ
| Xếp hạng                     | Câu lạc bộ | Số lượng |
| ---------------------------- | --- | -------- |
| CLB ghi nhiều bàn thắng nhất | Hồng Lĩnh Hà Tĩnh | 4        |
| CLB ghi ít bàn thắng nhất    | Bà Rịa – Vũng Tàu Sông Lam Nghệ An Phú Thọ Hải Phòng Bình Phước Đông Á Thanh Hóa Huế | 0        |
| CLB lọt lưới nhiều nhất      | Công an Nhân dân | 4        |
| CLB lọt lưới ít nhất         | SHB Đà Nẵng Phố Hiến Khánh Hòa Hải Phòng Bình Phước Đắk Lắk Phù Đổng | 0        |
| CLB nhận thẻ vàng nhiều nhất | Phú Thọ | 6        |
| CLB nhận thẻ vàng ít nhất    | SHB Đà Nẵng Bà Rịa – Vũng Tàu Topenland Bình Định Đông Á Thanh Hóa | 0        |
| CLB nhận thẻ đỏ nhiều nhất   | Quảng Nam | 1        |
| CLB nhận thẻ đỏ ít nhất      | Topenland Bình Định Long An Phù Đổng Phố Hiến Cần Thơ Becamex Bình Dương Hồng Lĩnh Hà Tĩnh Công an Nhân dân Sài Gòn Đắk Lắk Đông Á Thanh Hóa Hải Phòng Bình Phước Hoàng Anh Gia Lai An Giang SHB Đà Nẵng Bà Rịa – Vũng Tàu Phố Hiến Sông Lam Nghệ An Khánh Hòa Phú Thọ | 0        |

### Theo cầu thủ

#### Cầu thủ ghi bàn hàng đầu
Tính đến 25 tháng 4 năm 2021
| Xếp hạng | Cầu thủ | Câu lạc bộ | Số bàn thắng |
| -------- | --- | --- | ------------ |
| 1        | Cù Nguyễn Khánh Đào Văn Nam Đinh Thanh Trung Đinh Tiến Thành Đỗ Xuân Thi Hà Đức Chinh Hà Minh Tuấn Khổng Minh Gia Bảo Lâm Thuận Lê Minh Bình Lê Văn Nam Lương Thanh Ngọc Lâm Mạch Ngọc Hà Nguyễn Hoàng Quốc Chí Nguyễn Hữu Sơn Nguyễn Minh Khải Nguyễn Thành Nhân Nguyễn Thanh Thảo Nguyễn Trung Đại Dương Nguyễn Văn Đức Nguyễn Văn Huy Phan Nhật Thanh Long Tổng Văn Hợp Trần Ngọc Ánh Võ Nguyên Hoàng Vũ Mạnh Duy Vũ Văn Thanh | Long An Hồng Lĩnh Hà Tĩnh Quảng Nam Topenland Bình Định Đắk Lắk SHB Đà Nẵng Quảng Nam Công an Nhân dân Phố Hiến Công an Nhân dân Hồng Lĩnh Hà Tĩnh Đắk Lắk Phù Đổng Sài Gòn Quảng Nam Khánh Hòa Becamex Bình Dương Hoàng Anh Gia Lai Hồng Lĩnh Hà Tĩnh Long An An Giang Đắk Lắk Sài Gòn Cần Thơ Hoàng Anh Gia Lai | 1            |

#### Số trận giữ sạch lưới
Tính đến 25 tháng 4 năm 2021
| Xếp hạng | Thủ môn | Câu lạc bộ                                                           | Số trận giữ sạch lưới |
| -------- | --- | -------------------------------------------------------------------- | --------------------- |
| 1        | Nguyễn Thanh Bình Trương Thái Hiếu Nguyễn Thanh Phú Phan Đình Vũ Hải Nguyễn Đình Triệu Dương Văn Cường Võ Ngọc Cường | SHB Đà Nẵng Phố Hiến Đắk Lắk Hải Phòng Bình Phước Phù Đổng Khánh Hòa | 1                     |